# Haibach im Mühlkreis
Haibach im Mühlkreis là một đô thị thuộc huyện Urfahr-Umgebung thuộc bang Oberösterreich, Áo. Đô thị Haibach im Mühlkreis có diện tích 14 km², dân số thời điểm năm 2006 là 834 người.